# Froiluba
Froiluba (?-?), rainha das Astúrias pelo seu casamento com o rei Fávila das Astúrias.